# Соль и свет
Соль и свет — метафоры, используемые Иисусом Христом в Нагорной проповеди.

Вы — соль земли. Если же соль потеряет силу, то чем сделаешь её соленою? Она уже ни к чему негодна, как разве выбросить её вон на попрание людям. Вы — свет мира. Не может укрыться город, стоящий на верху горы. И, зажегши свечу, не ставят её под сосудом, но на подсвечнике, и светит всем в доме. Так да светит свет ваш пред людьми, чтобы они видели ваши добрые дела и прославляли Отца вашего Небесного. 
— Мф. 5:13-16

## Толкование
Метафора соли и света имеет параллели в других Евангелиях:
- Евангелие от Марка 9:50: «Соль — добрая вещь; но ежели соль не солона будет, чем вы её поправите? Имейте в себе соль, и мир имейте между собою.»
- Евангелие от Луки 14:34-35 «Соль — добрая вещь; но если соль потеряет силу, чем исправить её? ни в землю, ни в навоз не годится; вон выбрасывают её.»

Учёные[кто?] предполагают, что эта метафора, возможно, была взята евангелистами из источника Q, поскольку она появляется в синоптических евангелиях в различных частях повествования. В Евангелии от Фомы (которое, как предполагают, также основывается на Q) встречается метафора света. В Евангелии от Матфея метафора «соль и свет» разделяется надвое: на «соль земли» и на «свет миру»; последняя усиливается и распространяется сравнениями: «город на верху горы не может быть скрыт», «не зажигают свечу, чтобы скрыть её», а метафора соли дополняется метафорой «соль, переставшая быть солёной, выбрасывается».
В Евангелии от Иоанна также встречается метафора «свет миру», но в этом случае Иисус прилагает её к Себе, а не к Своим слушателям (Ин. 8:12). Апостол Павел говорит о верных, что они «сияют, как светила в мире» (Флп. 2:15).

### Соль земли
Среди древних евреев соль использовалась для сохранения еды, в качестве приправы и во всех животных жертвоприношениях (Лев. 2:13, Иез. 43:24, Мк 9:49-50). Она была столь важна для ритуала, что стала одним из символов Завета между Богом и Его народом (Лев. 2:13, Числ 18:19, 2 Пар 13:5).
Точное значение выражения «соль земли» назвать трудно, отчасти из-за того, что в древнем мире соль имела различное употребление.
Вот возможные значения этой метафоры:
- В книгах Исход, пророка Иезекииля и Паралипоменон соль — очищающее вещество.
- В книгах Левит, Числа и Паралипоменон соль — символ завета с Богом.
- Основное употребление соли — консервирующее, таким образом самое популярное толкование — необходимость сохранять чистоту мира.
- В раввинистической литературе соль — это метафора мудрости.
- Соль была одним из компонентов удобрения, и некоторые учёные считают, что нужно переводить выражение как «соль души», а христиане должны помогать миру расти и процветать[1].
- Метафора соли значит, что необходимо не самоустраняться от мира, но принимать в мире созидательное участие.

Соль сама по себе, хлорид натрия, не может утратить свой вкус, поэтому неметафорически выражение «соль не солона будет» не имеет смысла. Некоторые полагают, что во времена Иисуса соль была очень грязной, отчасти из-за несовершенства методов солеварения, отчасти из-за того, что недобросовестные торговцы добавляли в неё другие вещества. Другие толкователи считают, что именно невозможность ситуации и была целью — поскольку так это лучше запомнилось бы слушателям. Слова «не солона будет» можно перевести с греческого как «станет глупой», однако в обратном переводе на арамейский обе фразы будут звучать одинаково. В раввинистической литературе соль была метафорой мудрости, и поэтому, возможно, в оригинале имела место игра слов: «соль (мудрость) станет глупой».